# Billy Sherring
William John Sherring, detto Billy (Hamilton, 18 settembre 1878 – Hamilton, 5 settembre 1964), è stato un maratoneta canadese.

## Biografia
Ai giochi olimpici intermedi vinse l'oro nella maratona ottenendo un tempo migliore dello svedese John Svanberg (medaglia d'argento) e dello statunitense William Frank.

## Palmarès
| Anno | Manifestazione            | Sede  | Evento   | Risultato | Misura    | Note |
| ---- | ------------------------- | ----- | -------- | --------- | --------- | ---- |
| 1906 | Giochi olimpici intermedi | Atene | Maratona | Oro       | 2h51'23"6 |      |